# Lertha sheppardi
Lertha sheppardi är en insektsart som först beskrevs av Kirby 1904.  Lertha sheppardi ingår i släktet Lertha och familjen Nemopteridae. Inga underarter finns listade i Catalogue of Life.